# 布拉果托河

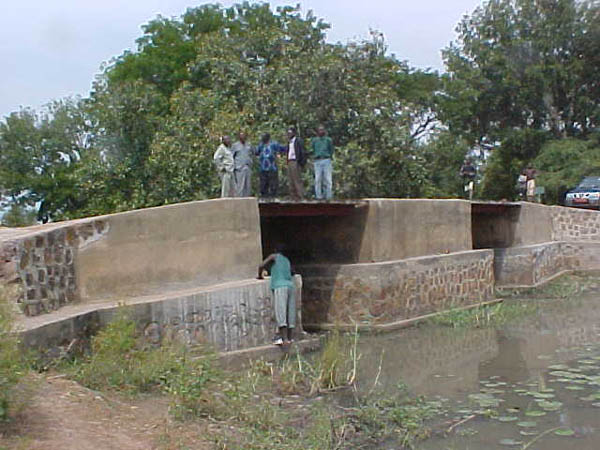

布拉果托河（Bragoto）是乍得南部的河流，屬於沙里河的支流。一道橫越布拉果托河的橋樑崩塌後，農民需要經過127公里才能到達位於薩爾的市集，後來橋樑在村莊組織的資助下重建。

## 外部連結
- Bridge Rebuilt in Southern Chad （页面存档备份，存于）